# Candalides cilicea
Candalides cilicea är en fjärilsart som beskrevs av Grose-smith. Candalides cilicea ingår i släktet Candalides och familjen juvelvingar. Inga underarter finns listade i Catalogue of Life.